# 井内顯策
井内 顯策（いうち けんさく）は、日本の検察官、公証人、弁護士。東京地方検察庁特捜部長や、最高検察庁刑事部長、横浜地方検察庁検事正、中央大学大学院法務研究科客員教授、日本公証人連合会理事長等を歴任した。瑞宝重光章受章。

## 人物・経歴
1968年千葉県立長生高等学校卒業。1973年中央大学法学部法律学科卒業。1978年検察官任官、東京地方検察庁検事。東京地方検察庁検事、札幌地方検察庁検事等を経て、1985年東京地方検察庁特別捜査部直告班検事。1986年福岡地方検察庁検事（公安部、刑事部）。1989年千葉地方検察庁検事（公安部、刑事部）。
1992年東京地方検察庁特別捜査部財政経済班検事。1993年東京地方検察庁特別捜査部直告班検事。1995年法務省法務総合研究所教官。1998年東京地方検察庁刑事部副部長（風紀係担当）。1999年東京地方検察庁特別捜査部副部長。2001年法務省法務総合研究所研修第二部長、司法試験考査委員。2003年法務大臣官房付（死亡帳調査班リーダー）。同年東京地方検察庁交通部長。
同年から東京地方検察庁特別捜査部長として、日歯連事件や、堤義明証券取引法違反事件などを手掛けた。2005年最高検察庁検事。同年佐賀地方検察庁検事正。2007年最高検察庁検事（刑事部）。2008年最高検察庁刑事部長。2009年横浜地方検察庁検事正。2010年退官、八重洲公証役場公証人、中央大学大学院法務研究科客員教授。
2015年日本公証人連合会理事長。2016年東京公証人会会長。2019年東京弁護士会弁護士登録、瑞宝重光章受章。アルファパートナーズ法律事務所所属。2020年中央大学大学院法務研究科客員教授退任。
東京地検特捜部副部長時代には、KSD事件で村上正邦の取り調べを担当したことで知られている。

## 著書
- 『愚直な検事魂 思い出の事件等とその真実』人間社 2020年